# Лівонська марка
Лівонська марка (лат. Livoniae Marck) — грошова одиниця Лівонії, яка карбувалася в 1560—1570-их роках та на початку XVIII століття. З 1582 року, після закінчення Лівонської війни для Лівонського герцогства карбували монети за грошовою системою Речі Посполитої, яка зберігалася довгий час і після отримання статусу Шведського домініону. У 1705 році на шведських монетах зразка 1760—1790-х років пуансоном надкарбовувалася монограма шведського короля Карла XII — монети слугували для розрахунків із військами у Лівонії.

## Історія
У 1520 році Лівонський орден отримав самостійність від Тевтонського ордену. 4 грудня 1435 року утворилася Лівонська конфедерація з п'яти архієпископств на територіях Лівонії. У 1558—1583 роках під час лівонської війни конфедерація припинила своє існування. На західній частині Латвії від річки Даугави утворилося герцогство Курляндії та Семигалії (латис. Kurzemes un Zemgales hercogiste). Південно-західна частина Латвії була віддана Польському королівству. На землях північної та центральної Лівонії утворилося Лівонське герцогство (латис. Pardaugavas hercogiste). Згідно з Віленською угодою губернатором цих земель став Готтгард Кеттлер. Під час Польсько-шведської війни у складі Речі Посполитої лишилася південно-східна частина Лівонії. У 1621 році герцогство було скасоване і приєднане до Речі Посполитої, отримавши статус Іфляндського воєводства. У 1629 році Швеція завойовує землі південної Естонії та центральної Латвії з яких утворюється домініон Шведська Лівонія. У 1721 році, після поразки шведів у Великій Північній війні був укладений Ништадтський мир, згідно з яким Шведська Лівонія відійшла до складу Російської імперії отримавши статус Ліфляндської губернії. 23 квітня 1722 року московські війська на чолі з А. Суворовим, розгромили головні сили барських конфедератів під Краковом. Польська частина східної Лівонії була доєднана до Ліфляндської губернії.

## Лівонська конфедерація (1435—1561)

Ризьке архієпископство для Лівонської конфедерації, ½ марки, 1552—1955 роки карбування, архієпископ Вільгельм Бранденбурґський

Лівонська конфедерація (Лівонський орден), ½ марки, 1556 року, ландмейстер Тевтонського ордену в Лівонії Генріх фон Гален (1551—1557), срібло

У 50-х роках XVI століття ризький архієпископ Вільгельм Бранденбурґський (1539—1561) та його коад'ютор Христоф фон Мекленбурґ намагалися позбутися впливовості Лівонського ордену над внутрішніми інтересами Ризького архієпископства намагаючись у такий спосіб створити Лівонську конфедерацію за прусською моделлю. У 1554 році вони отримали підтримку та титули від прусського герцога Альбрехта. Така політика не сподобалась іншим єпископам, бо, на їхню думку, послаблювала міцність Тевтонського ордену у Пруссії, а сама Лівонська конфедерація, політично наближалася до Литви та Польщі. У 1556 році коад'юатор Вільгельм Фюрстенберг з єпископами з Езеля, Дерпта та Курляндії та за підтримки ландмейстера Тевтонського ордену в Лівонії Генріха фон Галена (1551—1557) об'єднуються в союз проти Ризького архієпископства. Після нападу на резиденцію Вільгельма Бранденбурґського у замку Кокнесе (латис. Kokneses pils), архієпископа заарештовують і ув'язнюють на рік до Смілтенської фортеці (латис. Smiltenes pils). Після смерті Генріха фон Галена обидві сторони, що протестують, примиряються завдяки імператору Священної Римської імперії Фердинанду І. У червні 1557 року ландмейстером Тевтонського ордену в Лівонії назначають Вільгельма Фюрстенберґа, а Вільгельма Бранденбурґського поновлюють на посаді ризького архієпископа.

## Лівонське герцогство (1561—1621)

Лівонське герцогство, ½ марки, 1573 року, срібло

Лівонське герцогство, 1 марка, 1573 року, срібло

У 1566 році, згідно з Гродненською унією, Лівонське герцогство та герцогство Курляндії та Семигалії повністю переходили під управління Литви. Губернатором Лівонії став Ян Ходкевич (1566—1578). В 1 липня 1569 році, згідно з Люблінською унією, створено союз Польщі та Литви в єдину федерацію Річ Посполиту для укріплення військової моці проти Московії. В 1570 році Московія змушена була підписати трирічний мир. Ян Ходкевич вороже поставився до унії, адже згідно з нею Лівонське герцогство перейшло у васальність до новоствореної держави. У 1572 році, після смерті короля Сигізмунда II, він підтримав кандидатуру французького намісника на трон Речі Посполитої Генріха III.
Офіційним гербом герцогства Лівонії вважався сімейний щит Яна Ходкевича — срібний грифон на червоному тлі з піднятим мечем над головою.

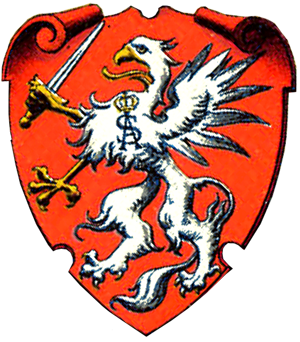
Герб герцогства Лівонії

У 1570 році король Польщі Сигізмундом II підписує дозвіл на карбування монет у Лівонському герцогстві. Монетний двір мали створити у місті Саласпілс, але губернатор, ігноруючи дозвіл, карбує монети лише після смерті короля в замку Долес. Зі свого боку Ризька адміністрація відмовляється від обігу польських монет на території міста. У 1572 році карбуються лівонські шилінги (Ag, вага 0,80—0,90 г, діаметр 18,0—18,1 мм) та талери. У 1573 році виникли труднощі з виплатою коштів військовим та найманцям. Ян Ходкевич приймає рішення карбувати нові монети. Карбуються фердинги (Ag, вага 2,64 г, діаметр 24,0 мм), ½ (Ag, вага — 5,40—5,48 г, діаметр — 28,0—29,0 мм) та 1 (Ag, вага 9,86 г, діаметр 33,0 мм) марка. Монети в основному використовувалися для фінансування пярнівського гарнізону, який перебував на службі Лівонії. Пярну також відмовляється від польських низькопробних монет наслідуючи приклад Вільного міста Риги. Але кризове становище, зумовлене військовими діями, перешкоджає повномасштабному тиражуванню. Випуск монет був порівняно невеликим і тривав усього кілька місяців. Таке становище змушує надовго припинити подальше карбування лівонських монет у замку Долес.

## Шведська Лівонія (1629—1721)

Шведська Лівонія, 4 марки, без дати (1705 рік (1683–1696 роки), срібло

У 1621 році, на початку третього етапу польсько-шведської війни, шведські війська завоювали Ригу та Ліфляндію. У 1629 році, під час четвертого етапу польсько-шведської війни землі Ліфляндії повністю перейшли під управління Шведського королівства. Швеція намагалася встановити єдині правила шведської грошової системи, але Ліфляндські землі й далі використовували грошову систему Речі Посполитої. Рига, як і раніше, зберегла свої права на карбування грошових одиниць за польськими правилами. Усе ж таки в 1630 році Швеції вдалося вмовити Ригу карбувати шилінги за їхньою системою.
У грудні 1705 року, під час Великої Північної війни Рига перебувала в облозі. За розпорядженням фельдмаршала Карла Ґустава на срібних монетах Карла XI та Карла XII пуансонами на аверсі монет почали надкарбовувати нові знаки: монограму чинного короля Швеції над короною. Ці монети використовуватися в Лівонії для розрахунків із військами. Монети з надкарбованими монограмами виготовлялися у замку Долес. В обіг були введені монети номіналами в 5 ере, 1, 2 та 4 марки.